# Ismarus rugulosus
Ismarus rugulosus är en stekelart som beskrevs av Förster 1850. Ismarus rugulosus ingår i släktet Ismarus, och familjen hyllhornsteklar. Arten är reproducerande i Sverige.